# Samsung Galaxy Ace
El Samsung Galaxy Ace fue un teléfono inteligente de gama baja, fabricado por Samsung, anunciado en enero de 2011 y utiliza el sistema operativo  Android 2.2 Froyo y actualizable a Android 2.3 Gingerbread.
Fue un teléfono muy popular debido a su bajo precio y buenas prestaciones como una cámara de 5 Mpx con flash led, pantalla TFT de 3.5" protegida por cristal Gorilla Glass, conexión 3G, Wi-Fi y bluetooth.

## Características

### Diseño
Posee un diseño rectangular con esquinas redondeadas inspirado en el Galaxy SII pero de menor tamaño. Se entregaba con dos cubiertas posteriores, una negra con superficie rugosa (anti-deslizamiento) y otra blanca con superficie lisa. Pesa 113 gramos y sus medidas son 112,4 x 59,9 x 11,5 milímetros.

### Pantalla
Este móvil tiene una pantalla multitáctil recubierta con Gorilla Glass resistente a rayones y con un tamaño de 3,5 pulgadas en diagonal y una resolución de (320x480). Sin embargo, a diferencia de su hermano mayor, el tipo de panel que se ha usado para la construcción de Samsung Galaxy Ace es LCD TFT y no Super AMOLED Plus.

### Cámara
Posee una cámara fotográfica en la parte trasera con una resolución máxima de 5 megapíxeles. Viene acompañada de un Flash de tipo LED para mitigar ambientes poco iluminados.
Dispone de un zum digital de dos aumentos, de autoenfoque, con detector de sonrisas y la posibilidad de darle diferentes efectos.

### Conectividad
Hay varias opciones para conectarse a Internet u otras redes. Por un lado, este celular es compatible con puntos inalámbricos WiFi y con banda ancha móvil HSDPA 7,2 Mbit/s (3G y 3.5G).
Tiene un módulo Bluetooth 2.1 para usar un manos libres o escuchar música con auriculares inalámbricos. En su chasis se encuentra una toma de auriculares estándar de 3.5 milímetros y un puerto microUSB 2.0 que servirá para cargar la batería y sincronizar el terminal con un ordenador.

### Música, radio FM y podcast
Dispone de un reproductor de música que es compatible con la gran mayoría de formatos como pueden ser MP3, WAV, AAc, AAC+, entre otros. Tiene sintonizador de radio FM estéreo integrado y permite ver contenido RDS en la pantalla del móvil como, por ejemplo, la frecuencia de la emisora que se está sintonizando así como el nombre del programa que está sonando.

### Video
Graba video en resolución máxima de 320x240 sin embargo, a partir de su actualización a Android 2.3 graba a 640x480 mejorando la calidad notablemente. Reproduce en diferentes formatos, como MPEG4 o AVI. Permitía ver vídeos de YouTube con una aplicación preinstalada en el dispositivo la cual ya no es compatible. 

### GPS
Tiene GPS, el cual puede usarse con los servicios propietarios de Google como Google Maps o con otros programas con diferente cartografía. Además es compatible con la geolocalización asistida o A-GPS.

### Aplicaciones
Gracias a la tienda de aplicaciones Google Play, el usuario tenía acceso desde el propio terminal a centenares de miles de aplicaciones para descargar y usar directamente sin necesidad de pasar previamente por un ordenador.
Dentro de la tienda Google Play, existían aplicaciones disponibles tanto gratuitas como de pago pasando por diferentes categorías como juegos, aplicaciones para la productividad personal o profesional e, incluso, herramientas para sacar el máximo partido al terminal. Sin embargo, Samsung preinstala el gestor de correo electrónico Gmail, diferentes servicios de mensajería instantánea como Google Talk e incluso una herramienta ofimática para ver y editar documentos llamada ThinkFree. A día de hoy ya no es posible acceder a Google Play ni a la mayoría de aplicaciones actuales. 

### Memoria y potencia
Cuenta con un procesador Broadcom MSM7227 (ARMv6) a 800 MHz, 278 MB de memoria RAM y 180 MB de memoria flash interna
Actualmente es incapaz de correr la enorme mayoría de aplicaciones debido a su arquitectura ARMv6, escasa memoria, escasa RAM y obsoleta versión de android, lo que limita el uso para la mayoría de funciones de ocio, comunicación y productividad. Hoy en día sólo puede utilizarse como teléfono básico, reproductor de música o uso de apliciones y juegos de su época; que en su mayoría, no requieran conexión a Internet. 

### Actualización de firmware
A partir del 31 de agosto de 2011 la actualización a Android 2.3 "Gingerbread" está disponible mediante el programa Samsung Kies, el cual se puede descargar de manera gratuita desde el sitio oficial de Samsung. Esta actualización agrega nuevas funciones y mejoras en el software.
Oficialmente no tiene actualización a Android Ice Cream Sandwich 4.0 o Jelly Bean 4.1 debido a su limitada memoria interna, RAM y procesador. No obstante, existen otros firmwares no oficiales tales como "CyanogenMod" que permiten correr nuevas versiones de Android, como la 4.4.2 en el caso de CM11, en este dispositivo.

### Desarrollo
Este teléfono cuenta con un kit de desarrollo, diseñado por Google Inc. Con el que se pueden desarrollar aplicaciones en este dispositivo. Este fue uno de los móviles con más soporte de la comunidad de desarrolladores en su época, permitiendo que el dispositivo posea funciones que no trae de serie como usar sus botones iluminados como Led de notificación y mejoras en la calidad de vida vía software.